# Dérapage contrôlé (film)
Pour les articles homonymes, voir Dérapage contrôlé.
Pour plus de détails, voir Fiche technique et Distribution.
Dérapage contrôlé (Troppo rischio per un uomo solo) est un film policier italien réalisé par Luciano Ercoli et sorti en 1973.

## Synopsis
Rodolfo Patti, dit Rudy, est un champion de Formule 1. Après avoir été impliqué dans un meurtre, il est arrêté : sa petite amie Nina a été retrouvée morte par Scotland Yard et il ne peut fournir d'alibi. Après s'être échappé de prison, il tente de prouver son innocence avec l'aide de ses amis.

## Fiche technique
- Titre français : Dérapage contrôlé[1]
- Titre original italien : Troppo rischio per un uomo solo[2]
- Réalisateur : Luciano Ercoli
- Scénario : Luciano Ercoli, Ernesto Gastaldi, Giorgio Capitani, Luigi De Santis, Rodolfo Cappellini, Franco Nano
- Photographie : Claudio Cirillo
- Montage : Angelo Curi
- Musique : Giampaolo Chiti
- Décors : Lucio Lucentini
- Costumes : Barbara Pugliese
- Maquillage : Walter Cossu
- Production : Luciano Ercoli, Alberto Pugliese, Antonio Negri
- Sociétés de production : Cinecompany
- Pays de production :  Italie
- Langue originale : italien
- Format : Couleur - 2,35:1 - Son mono - 35 mm
- Durée : 110 minutes
- Genre : Giallo
- Dates de sortie :
  - Italie : 20 novembre 1973
  - France : 14 mai 1975[1]

## Distribution
- Giuliano Gemma : Rodolfo Patti, dit « Rudy »
- Nieves Navarro (sous le nom de « Susan Scott ») : Mina
- Venantino Venantini : Piero Albertini
- Michael Forest : Brauner
- Stella Carnacina : Eva
- Mario Erpichini : Mitridates
- Glauco Onorato : Grossmann
- Giancarlo Zanetti : Donald
- Carlo Gentili : Inspecteur Forrest.
- Isabelle Marchall : Isabelle
- Christa Linder : Ingrid
- Hansi Linder : Helga
- Nello Pazzafini : un détenu
- Margherita Horowitz : la femme de chambre de Rodolfo.
- Paolo Figlia : un homme de main de Mithridates
- Giovanni Cianfriglia : un voyou.
- Franco Beltramme
- Bernard Berat
- Emerson Fittipaldi : lui-même (non crédité)
- Jackie Stewart : lui-même (non crédité)